# Szlovák Fegyveres Erők
A Szlovák Fegyveres Erők (szlovák Ozbrojené sily Slovenskej republiky) Szlovákia hadserege. 1993. január 1-jétől 2002. június 30-áig Szlovákia hadseregének nevezték, onnantól ez a hivatalos elnevezése. Feladata Szlovákia biztonságának biztosítása, határainak védelme, a rend fenntartása, katasztrófa esetén a lakosság segítése, a károk elhárítása. 23 350 egyenruhás tartozik parancsnoksága alá. Szlovákia 2004 márciusában csatlakozott a NATO-hoz. 2006-tól a kötelező katonai sorozás eltörölték és a hadsereget hivatásossá tették. A Szlovák Fegyveres Erők vezetője Ľubomír Bulík tábornok.

## A Fegyveres Erők felosztása
- Szárazföldi Erők, amely két gépesített gyalogos hadosztályból áll: egy fegyveres és egy katonai osztagból. Ez alkotja a Fegyveres Erők egyik fő részét.
- Légierő, vadászrepülőgépekből, támadó és szállító helikopterekből álló

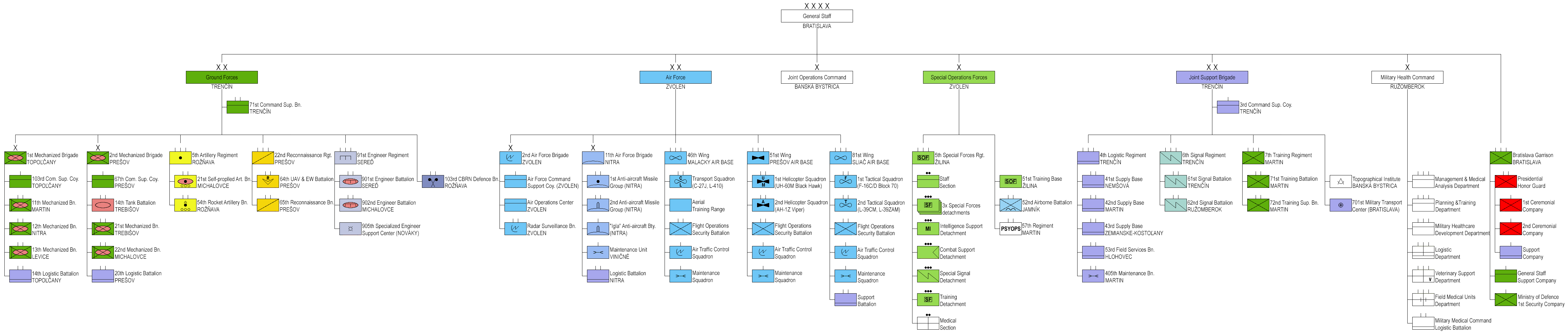
A Fegyveres Erők felosztása

- Kiképző és Támogató Erők

## Fegyverek
Kézifegyverek:
- ČZ vz. 82
- Vz. 52 géppisztoly

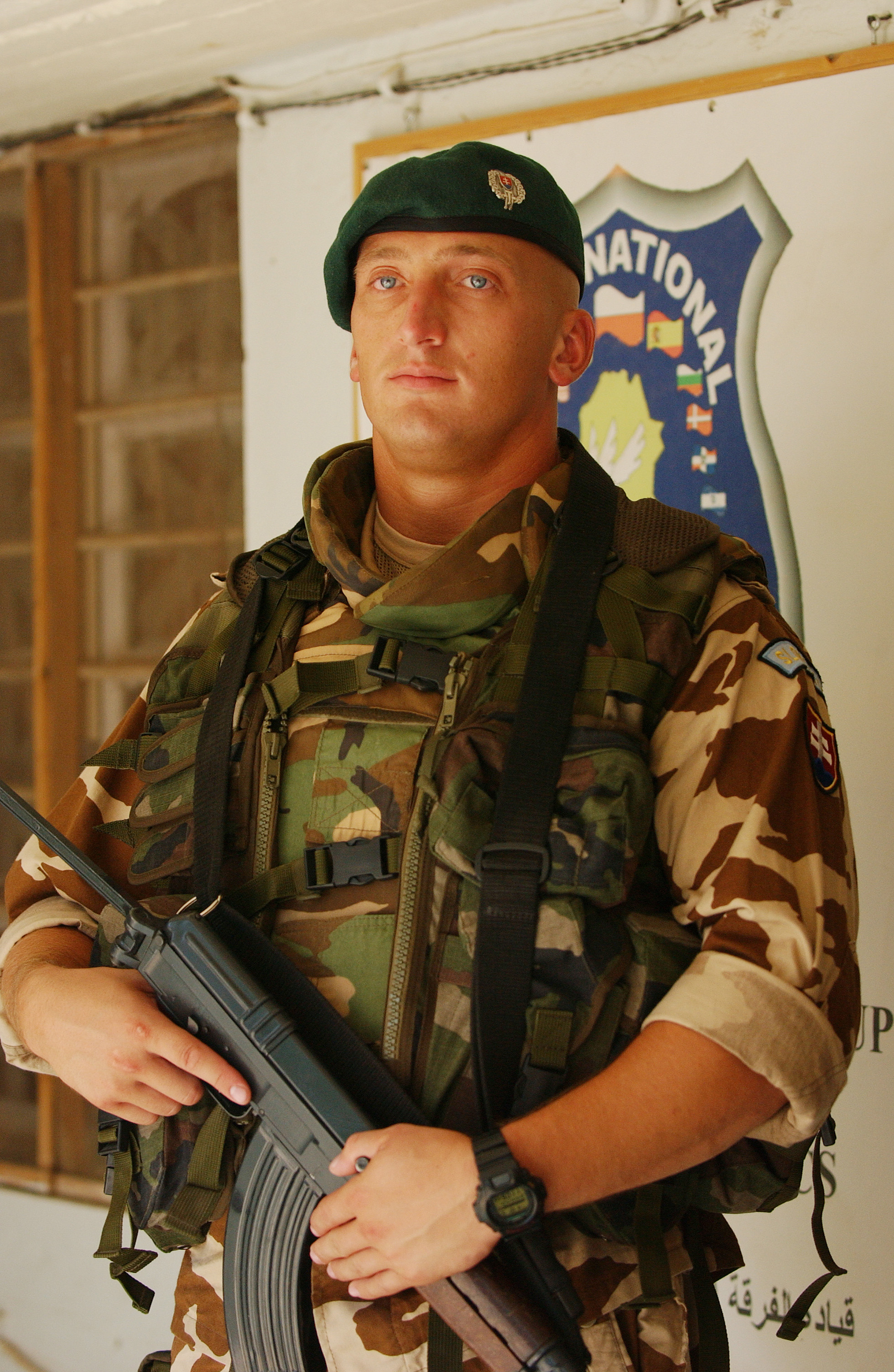
Szlovák katona 58-as általános géppisztollyal Irakban

- Sa vz. 58 általános szolgálati géppisztoly
- Heckler & Koch G36 - csak az 5. Jozef Gabčík Különleges Ezred által használva
- Škorpion vz. 61
- Heckler & Koch MP5 - csak az 5. Jozef Gabčík Különleges Ezred által használva
- Heckler & Koch UMP - - csak az 5. Jozef Gabčík Különleges Ezred által használva
- UK vz. 59 gépfegyver
- Dragunov orvlövész géppisztoly
- 9M111 Fagot
- 9K38 Igla

### Szárazföldi Erők
- Főbb csatatankok
  - T-72 - 245 db (csak 10 tank van szolgálatban)
  - T-72M1A - 66 db (modernizálva)[2]
  - T-72M2 Moderna - csak néhány próbadarab

- Páncélozott személyszállítók
  - BMP-1 - 308 db (72 aktív)
  - BMP-2 - 91 db
  - BPsV - 71 db
  - OT-90 - 205 db (56 aktív)

- Tüzérség
  - 120 mm aknavető - 37 db
  - 122 mm howitzer 2A18 (D-30) 122 mm - 74 db
  - 2S1 Gvozdika - 49 db
  - RM-70 - 87 db (26 NATO-kompatibilis)
  - DANA 152 mm - 135 db
  - ShKH Zuzana 155 mm NATO - 16 db
  - PLDvK vz. 53/59 - 206 db

- Légvédelmi rakéták:
  - 9K35 Strela-10

## Békefenntartó missziók

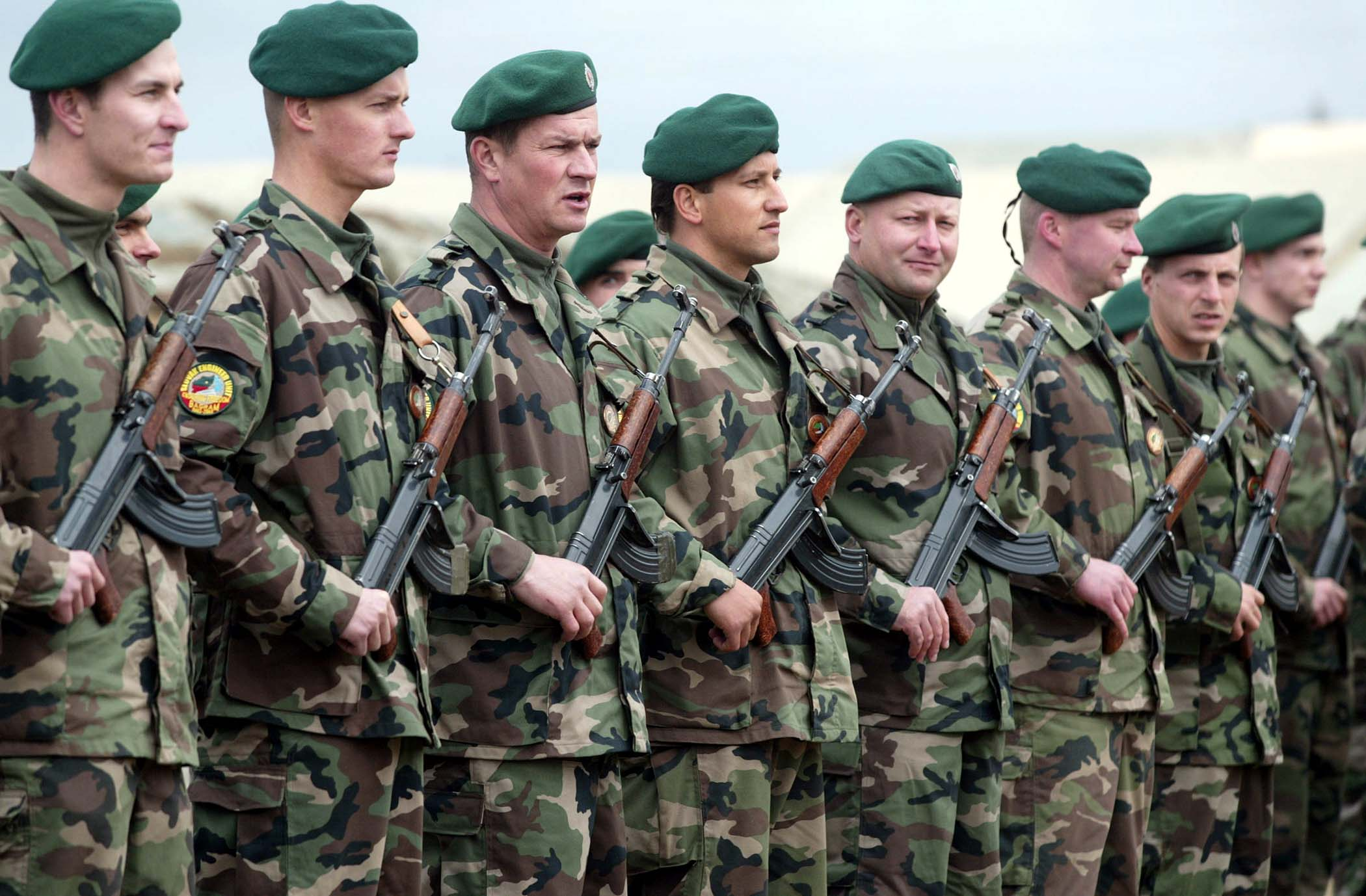
Szlovák katonák Afganisztánban

Szlovákiának 198 katonája szolgál ENSZ-irányítás alatt különböző békefenntartó missziókban világszerte. Afganisztánban mérnök-kontingenssel van jelen. 2002-ben Boszniában és Koszovóban szolgáltak szlovák katonák a KFOR és SFOR-kötelékében. Szlovákia 1993-as függetlensége óta (2008-ig) 53 katona hunyt el szolgálatteljesítés közben.

## Speciális hadosztályok
- 5. Jozef Gabčík Különleges Ezred - 2002 óta a Fegyveres Erők különleges alakulata.

## Külső hivatkozások
- Szlovák Fegyveres Erők
- Szlovák SAM bemutató
- Szlovák Mig-29 bemutató
- Szlovák Helikopter bemutató
- Szlovák Tüzérségi bemutató
- Szlovák BVP-2 fegyverbemutató
- Szlovák T-72 bemutató